# Styrax glaber
Styrax glaber là một loài thực vật có hoa trong họ Bồ đề. Loài này được Sw. miêu tả khoa học đầu tiên năm 1788.